# ヘンリー・シジウィック

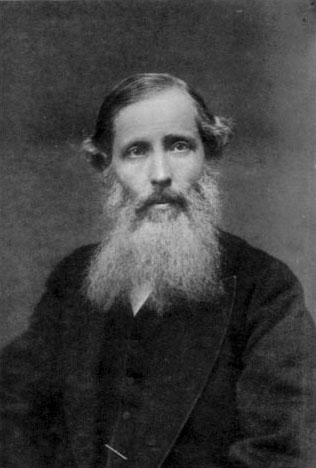
ヘンリー・シジウィック

ヘンリー・シジウィック（Henry Sidgwick、1838年5月31日 - 1900年8月28日）は、イギリスの哲学者、倫理学者である。

## 経歴
父 W.シジウィック師（没1841年）が文法学校 (grammar school) の校長をしていたノース・ヨークシャーのクレイヴン地区スキプトンに生まれた。彼は（親戚で後に義兄弟となりカンタベリー大司教にもなったエドワード・ホワイト・ベンソンが教師をしていた）ラグビー校、ケンブリッジ大学トリニティ・カレッジに学びここで彼の経歴は華々しいものになる。1859年、彼は、senior classic、33rd wrangler、chancellor's medallist、Craven Scholarになった。同年、トリニティのフェローに選ばれ、そこで古典学の講師になり、10年間その職についていた。1869年、その職を以前から彼が注意を向けていた科目である道徳哲学の講義職と交換した。
同じ年、イギリス国教会の信仰告白を拒否したため、フェローシップを辞退した。彼は講師職は維持し、1881年に名誉校友に選ばれた。1874年、初めて大学外での評判を勝ち取った『倫理学の諸方法 The Methods of Ethics』（第6版1901年には、彼の死の直前の修正が含まれている）を出版した。1875年、トリニティの道徳・政治哲学の講師に指名され、1883年に哲学のナイトブリッジ教授に選ばれ、さらに宗教上の制限が取り除かれたので、1885年に大学側はもう一度彼をフェローシップに推挙した。
シジウィックは教職員や著述家としてだけでなく、大学の運営や、多くの社会・慈善事業に積極的に貢献していた。かれはその設立の1882年から1899年までGeneral Board of Studiesのメンバーだった。彼はまた、Indian Civil Service Boardの上院の評議会、大学試験・講義機構 (Local Examinations and Lectures Syndicate) のメンバーであり、Special Board for Moral Scienceの議長であった。英国心霊現象研究協会の設立者の一人であり初代会長で、形而上学協会 (Metaphysical Society) の会員だった。彼の名がもっとも知られているのは、女性の高等教育の促進への貢献である。彼は、女性のための高等試験 (higher local examinations for women) と、その準備としてケンブリッジで催された講義の開始を助けた。彼の提案と手助けによってクロウが学生のために寮を開き、これが後にケンブリッジ大学のニューナム・カレッジに発展する。1880年、ノースホール (North Hall) が加わった際、1876年にエレナ・ミルドレッド・バルフォア（アーサー・ジェイムズ・バルフォアの兄弟）と結婚していたシジウィックは、妻とともに二年間そこに住まった。1892年のクロウの死後、シジウィック夫人はカレッジの長となり、シジウィックと彼が死ぬまでそこに住まった。この全期間、シジウィックは大学の福祉に強い関心を持っていた。政治上、彼は自由党員で、1886年に自由連合党員 (Liberal Unionist) になった。1900年初頭、彼は病気により教授職の辞職を余儀なくされ、その数ヵ月後に死んだ。
彼は心霊現象に深い関心を持っていたが、彼の活動力は宗教と哲学の研究に優先的に注がれていた。英国国教会のもとで育ったシジウィックは、伝統的なキリスト教からは離れ、1862年には早くも自分を無神論者とみなしている。従って彼の人生の残りの期間は、彼はキリスト教を「社会学的視点からは不可欠でかけがえの無いもの」とみなしてはいたが、宗教とキリスト教を受け止めることはできなかった。経済学 (political economy) において、彼はJ.ベンサムとJ.S.ミルの系譜に連なる功利主義者であった。彼の仕事は、建築的というよりはむしろ第一原理の緻密な探求やあいまいさを取り除くことに向けられた。哲学において、彼は倫理学、特に行為においてその行為を決める最終的な直観的諸原理の検討と自由意志の問題に没頭した。彼は、行為における善の基準は快楽の可能な最大量を生み出すことであるという倫理的快楽主義と呼ばれる立場をとっていた。しかしこの快楽主義は、自分自身（利己主義）に制限されないで、他人の快楽も顧慮されることを含み、従って普遍的快楽主義として名指される。その後、シジウィックは人はだれも自身の幸福を無下にするような行いはすべきではない、という原理に帰着し、いくぶん不満足に二元論（実践理性の二元性）を残したままにするのである。

## 哲学における功績
ジョン・ロールズによれば、シジウィックの現代倫理学への重要性は2つあるとされる。第一は、古典功利主義に対して洗練された弁護を提供したこと。第二は、彼の比較方法論において、倫理学が学問としてどのように研究されるべきかのモデルを提供したのであるという。アレン・ウッドは、シジウィックに触発された比較方法論が、現代の倫理学者の間で研究方法論の「標準モデル」であると述べている。
このように、現代の倫理学者にとっての重要性にもかかわらず、シジウィックの哲学者としての評価は彼の死後数十年で急激に低下し、20世紀前半の大部分において哲学界のマイナーな人物とみなされることになった。バート・シュルツは、この否定的な評価は、シジウィックの死後数年間にケンブリッジで影響力を持つことになるグループの嗜好によって説明できると主張している。しかし、ジョン・ディーイはシュルツの説明に異議を唱えており、シジウィックに対する関心の低下は、数学における公理の哲学的理解の変化によるものだとしている。

## 著作
- 『倫理学の諸方法』The Methods of Ethics (1874, 7th ed. 1907)
- 『経済学原理』Principles of Political Economy (1883, 3rd ed. 1901)
- 『経済科学の射程と方法』Scope and Method of Economic Science (1885)
- 『倫理学史』Outlines of the History of Ethics (1886, 5th ed. 1902), Encyclopædia Britannicaの記事「ethics」に加筆したもの
- 『政治学の諸要素』Elements of Politics (1891, 2nd ed. 1897)、ベンサムとミルの古い系譜から始まる主題の充分な考察を与える試み

下記は死後出版されたものである。
- 『哲学; その射程と関係』Philosophy; its Scope and Relations (1902)
- 『グリーン、スペンサー、マルティヌーの倫理学についての講義』Lectures on the Ethics of T. H. Green, Mr Herbert Spencer and J. Martineau (1902)
- 『ヨーロッパ政治の発展』The Development of European Polity (1903)
- 『論文と講演集』Miscellaneous Essays and Addresses (1904)
- 『カント哲学講義』Lectures on the Philosophy of Kant (1905)

## 解説・研究書
日本語で描かれたシジウィックについての書籍として下記のものがある。
- 奥野満里子『シジウィックと現代功利主義』勁草書房 1999
- 行安 茂『近代イギリス倫理学と宗教―バトラーとシジウィック』晃洋書房 1999
- 中井 大介『功利主義と経済学―シジウィックの実践哲学の射程』晃洋書房 2009